# Kothmaißling
Kothmaißling is een dorpje in de Duitse gemeente Cham (Oberpfalz), deelstaat Beieren.

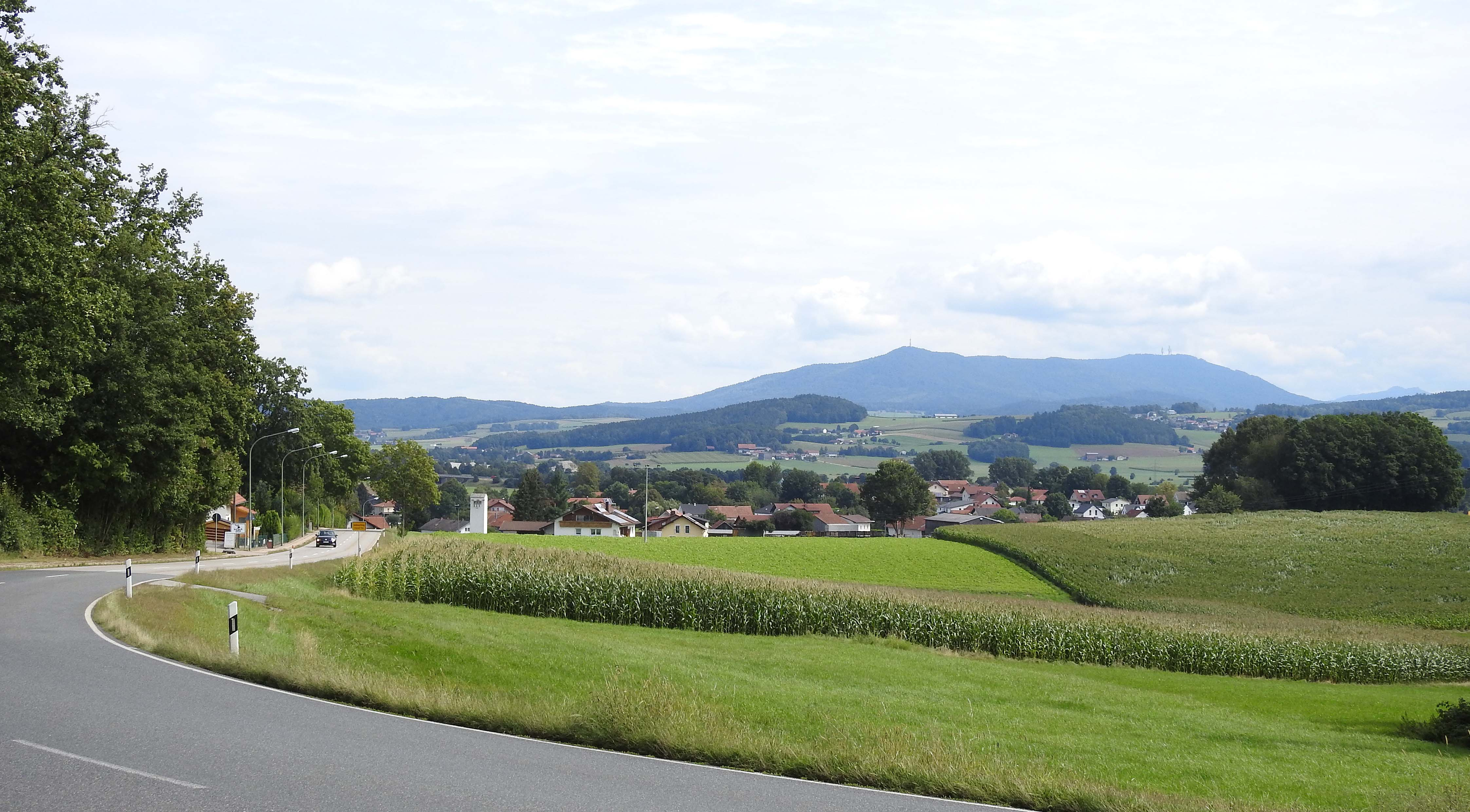
Gezicht op het dorp (vanuit het westen)

Het dorp ligt aan de noordoever van de rivier de Regen op hemelsbreed ruim 5 kilometer ten oost-noordoosten van het stadje Cham. Over de weg (Bundesstraße 20) is de afstand echter ongeveer 8 kilometer.
Kothmaißling heeft een klein station aan de spoorlijn van Schwandorf via Cham naar Furth im Wald v.v..
Ten zuidoosten van het dorp bevindt zich het kleinere dorpje Raindorf en de grote steengroeve in de Blauberg.
In 1641, tijdens de Dertigjarige Oorlog, werd Kothmaißling door Zweedse soldaten geheel verwoest, maar later weer opgebouwd.